# Fish Islands
Die Fish Islands (englisch für Fischinseln, in Chile gleichbedeutend Islotes Peces) sind eine Gruppe kleiner Inseln vor der Graham-Küste des Grahamlands auf der Antarktischen Halbinsel. Sie liegen im nördlichen Abschnitt der Holtedahl Bay. Zu ihnen gehören folgende Inseln:
- Flounder Island
- Mackerel Island
- Perch Island
- Plaice Island
- Salmon Island
- Trout Island
- The Minnows

Entdeckt und benannt wurde die Inselgruppe bei der British Graham Land Expedition (1934–1937) unter der Leitung des australischen Polarforschers John Rymill.